# Blå Jungfrun
Blå Jungfrun är en klippö mitt i norra Kalmarsund i Oskarshamns kommun, Kalmar län. Ön tillhör Misterhults socken i Småland trots att den ligger närmare Öland än fastlandet.
Ön förvärvades av Torsten Kreuger 1925 och han skänkte den till Svenska staten som inrättade Blå Jungfruns nationalpark 1926. Parken utvidgades 1988.

## Ortnamnet
Öns ursprungliga namn är Blaakulla, känt från 1400-talets början. År 1507 benämns den parallellt även Jonffrwn. Som ett  noanamn har Jungfrun kommit att ersätta Blåkulla, som ansågs onödigt riskabelt att uttala. För sjöfarare ansågs ön mycket farlig, som ett tillhåll för häxor, där man lätt drabbades av stormar. Genom en sammanblandning av de båda namnen kallas ön idag Blå Jungfrun.

## Sägner om häxor
Ön är en av Sveriges mest sägenomspunna platser. Blåkulla är enligt myten den plats dit häxorna åkte på skärtorsdagen för att möta Satan och fira häxsabbat. I sitt samlingsverk Historia om de nordiska folken från 1555 talar ärkebiskopen och kartografen Olaus Magnus om ön Jungfrun som en plats där nordiska häxor under vissa tider av året lär hålla möten för att pröva sina trollkonster och signerier.

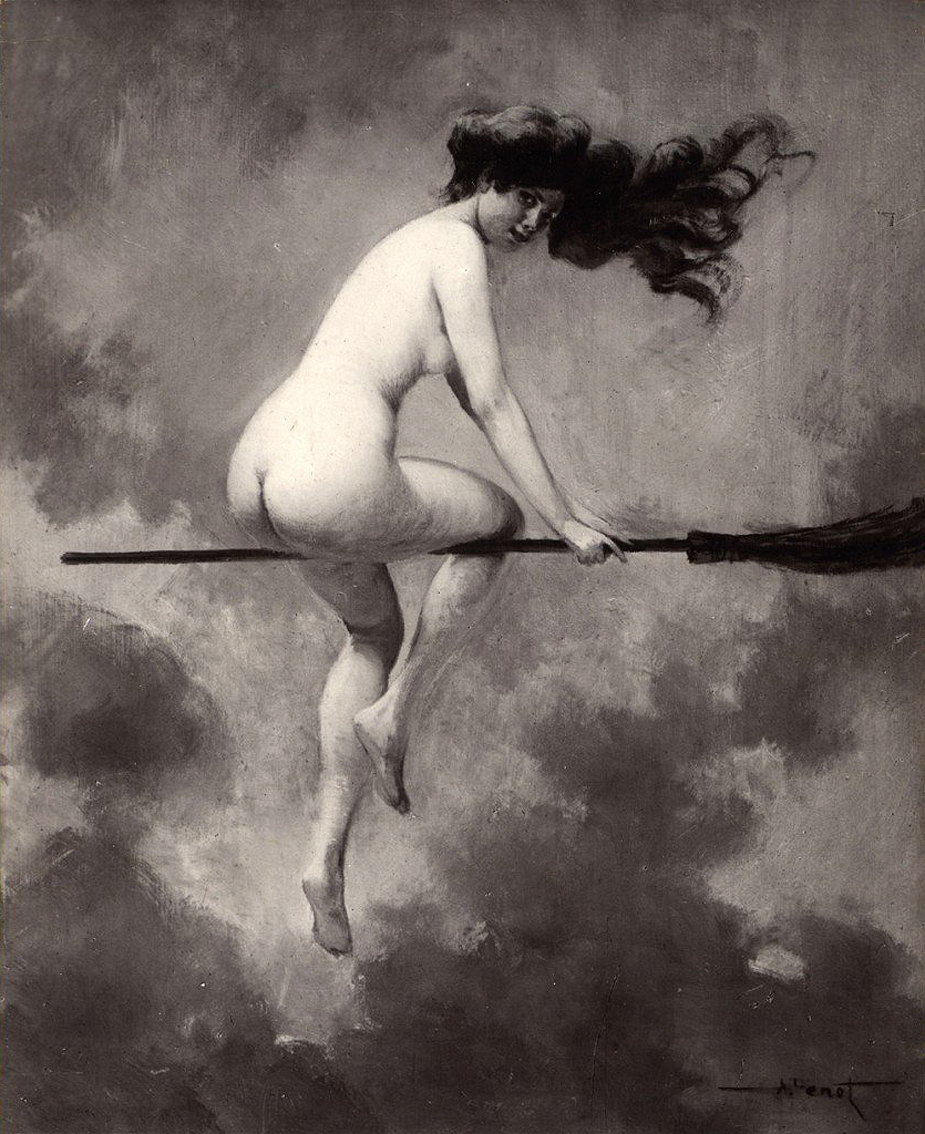
Häxa färdandes på sin kvast. Målning av Albert Joseph Pénot, 1910.

Häxorna sades använda sig av djävulskrafter för att kunna förflytta sig snabbt. Enligt folktron flög de, ibland ridandes baklänges, på kvastar, lövruskor eller på kor, getter, hästar eller människor. Dessa fortskaffningsmedel smordes in med en slags salva med magiska egenskaper. Linimentet troddes bestå av bland annat bolmört, belladonna, alruna, odört, näckros och andra preparat med narkotiska egenskaper. Häxorna påverkades sinnligt då linimentet under färden kom i kontakt med deras intima kroppsdelar. Själva häxsabbaten på ön bestod av allehanda hädelser, hedniska riter och orgier med Satan. Under tiden som trollpackan befann sig på Blåkulla kunde omgivningen inte märka att hon gett sig av, utan hon tycktes fortfarande befinna sig på sin vanliga plats. Ibland placerade häxan en docka i sin säng, föreställande sig själv.
Blå Jungfrun finns även inritad i Olaus Magnus sjökort Carta Marina från år 1539. Sjömän har under långa tider undvikit denna plats och historierna om platsen är otaliga. Om man tar en sten med sig från ön så sägs det att man kommer att ha otur tills stenen återförs till ön.
Sagospelet Thorsten fiskare av Erik Johan Stagnelius utspelar sig på ön.

## Sevärdheter

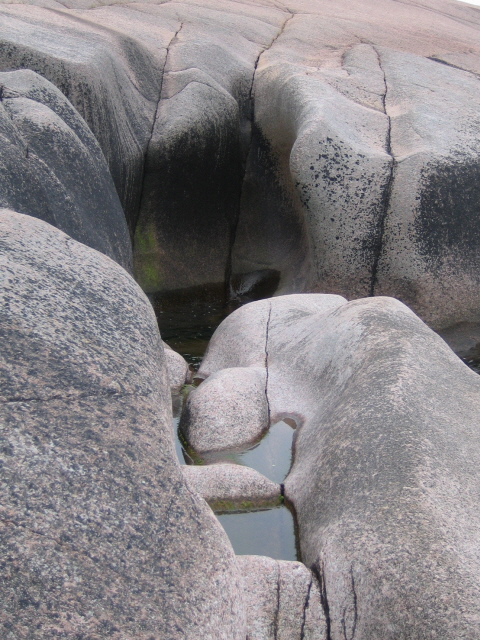
Jättegryta vid västra stranden.

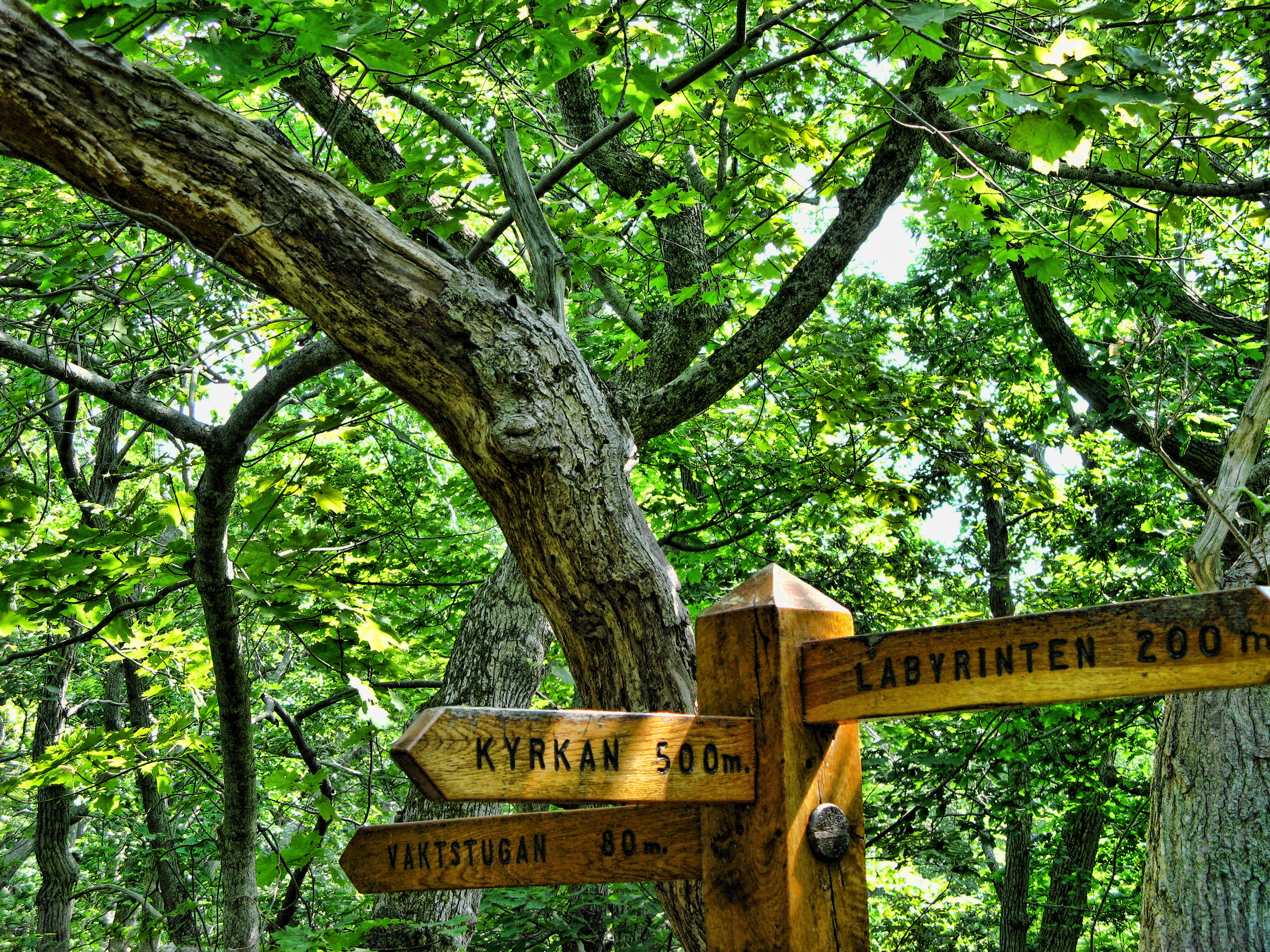
Vägvisare i Sydskogen.

Ön har jämna släta berghällar av röd granit, jättegrytorna, grottorna, lummig örtrik ädellövskog och utsikten från öns högsta punkt, 86 meter över havet. På öns södra udde finns en stenlabyrint av okänd ålder. Den noterades redan under Carl von Linnés besök år 1741. En promenad genom labyrinten sägs bringa lycka.
På Blå Jungfruns sydvästra sida finns en strand kallad Stensliperiet. Här finns släta, mönstrade sandstenar, slipade av havet. Oskarshamns kommun får varje år en mängd stenar skickade till sig av folk som påstår sig ha drabbats av oförklarlig otur efter att ha tagit stenar med sig från ön. Varje vår görs en resa där stenarna återförs till Blå Jungfrun.
Det finns en stig runt ön som är markerad med trästolpar och skyltar. Stigen sträcker sig över öns högsta topp, ned mot lövskogen i söder, förbi labyrinten, Stensliperiet och vidare mot Lervik på den norra delen av ön.
Sommartid brukar det, vid lugnt väder, arrangeras dagsturer till ön från Oskarshamn och Byxelkrok.

## Geologi

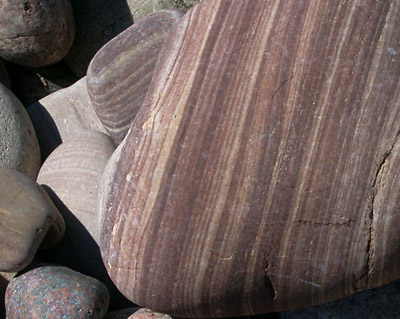
Stenar från Stensliperiet.

Blå Jungfrun är en kupolformad ö, vars topp reser sig 86,5 meter över havet och cirka 130 meter över havsbottnen. Ön är därmed högre än allt annat land i dess omgivning.
Berggrunden består av granit, vilket skiljer Blå Jungfrun markant från närliggande Öland, där kalksten dominerar. Blå Jungfruns grovkorniga röda jungfrugranit består av kalifältspat, plagioklas, kvarts och biotit. Berget har med hjälp av radiometriskt datering (rubidium-strontium-metoden) åldersbestämts till 1386 miljoner år. Klippön utgör en högrest solitär i ett annars Subkambriska peneplanets platta landskap där omkringliggande ojämnheter har eroderat bort. Därmed hör den i likhet med till exempel Ayers Rock i Australien, till kategorin inselberg. Blå Jungfrun var från början inbäddad i mjukare bergarter såsom skiffer, sand- och kalksten. Dessa har under istiden slipats ned så att bara den hårda rundhällen av granit återstår.
Blå Jungfrun har en jämnt sluttande nordsida som sträcker sig från stranden upp mot topplatån. Den jämna silhuetten bryts något av ett 35–40 meter brant klippstup ned mot öns sydsida. Nedanför stupet ligger större stenblock som slitits loss av inlandsisen. På öns nordostsida finns branta raviner av olika bredd. Även dessa innehåller stora stenblock som brutits loss av inlandsisens rörelser.
Längs öns sydvästsida finner man det så kallade Stensliperiet. Det är en strand full med sandstenar som slipats runda av is och vattenströmmar. Stenarna utgör rester av det sandstenslager som tidigare täckte Blå Jungfrun. Is, stenar och smältvattenströmmar från inlandsisen har även svarvat ut de jättegrytor som finns på ön.

## Djur och natur
Karaktäristiska fåglar på Blå Jungfrun är tobisgrissla, ejder, skärpiplärka och bofink. Under 2000-talet har havsörn siktats på ön och ett havsörnsbo har upptäckts i trädkronorna i skogen på öns södra del. Insektsfaunan är förhållandevis artrik då det finns många ihåliga trädstammar i terrängen. Kring förra sekelskiftet planterades tamkaniner ut för jakt. Dessa hade negativ inverkan på öns flora. Kaninerna dog dock ut i samband med den första kalla krigsvintern 1939-1940. Fr.o.m. 1956 har harar funnits på ön. Till öns däggdjursfauna hör även fladdermöss som trivs i öns grottor.
Blå Jungfruns utsatta läge har gjort att det bara finns tunna jordlager på ön. På öns södra del finns Sydskogen eller Ädellövskogen. Här finns en låg och slingrigt växande skog bestående av ek, oxel, lönn, asp och ask. I övrigt finns på öns hällmarker björk och tallskog. Ön är rik på lavar med över 200 olika arter, varav bland annat kartlav, saltlav, sotlav, rosettlav och brosklav. Bland övriga växter som förekommer på ön kan nämnas idegran, strandråg, nattviol, murgröna, axveronika, vattenmåra och linnea.

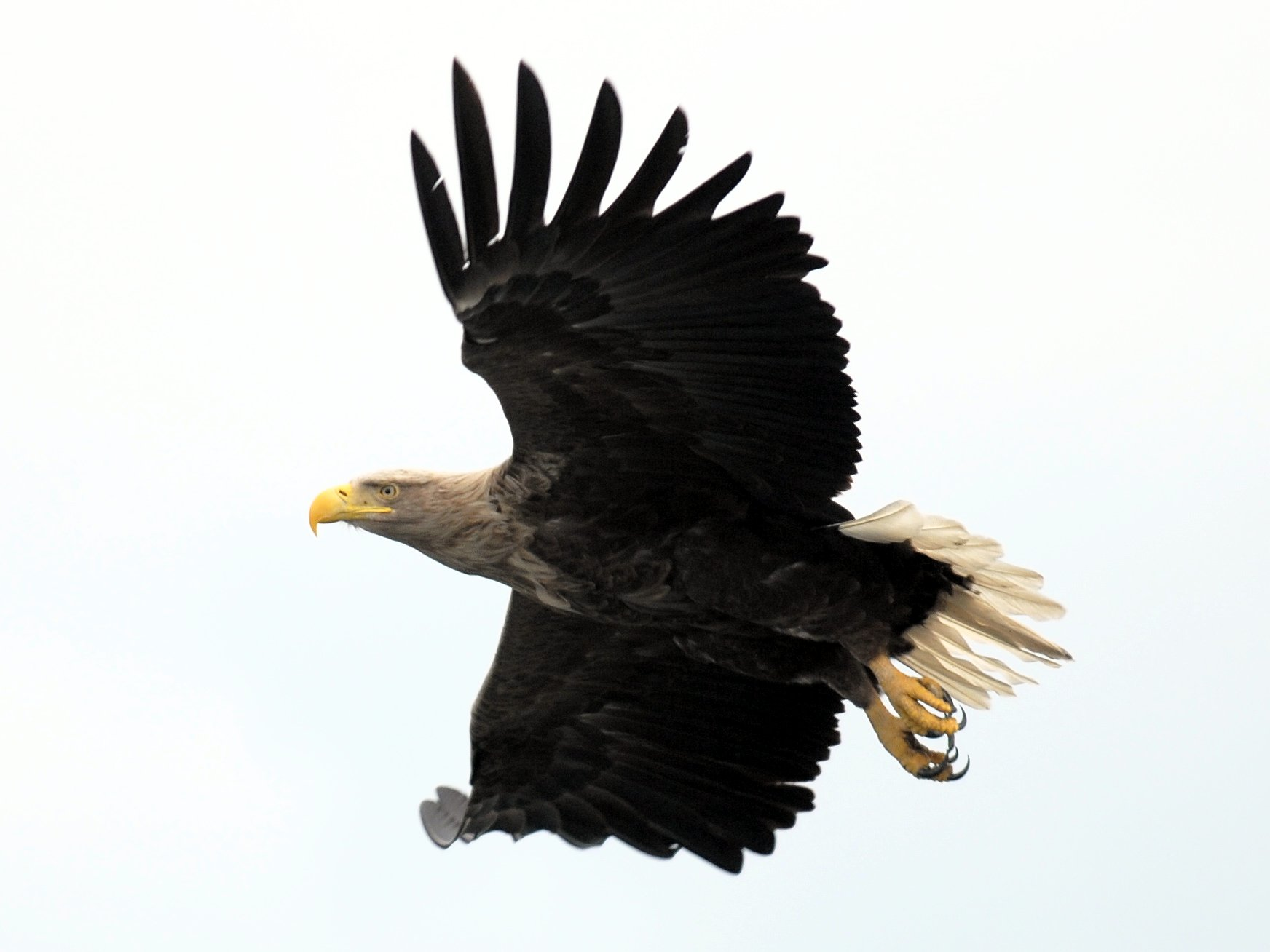
Havsörn förekommer på ön.
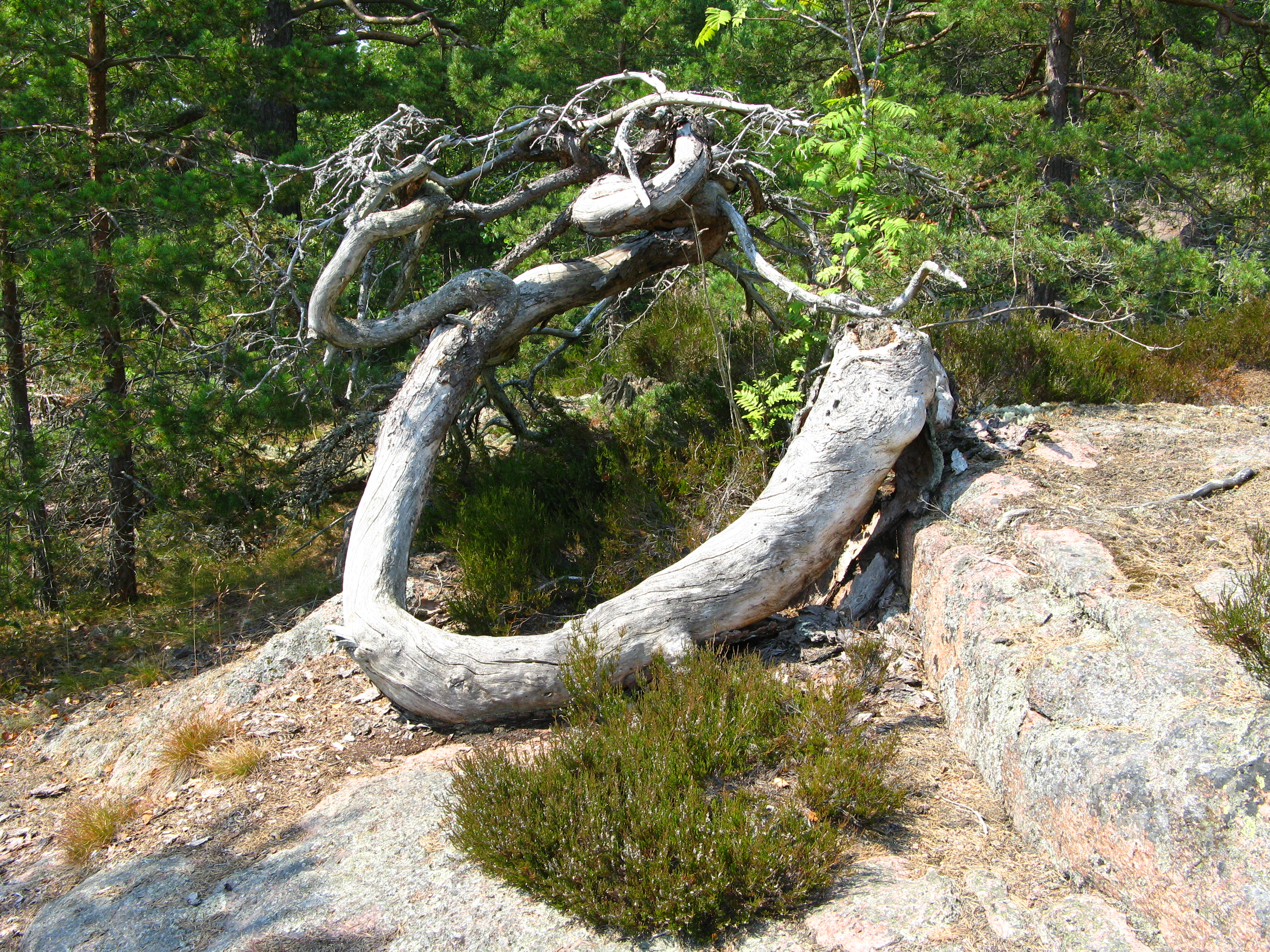
"Kroktall".
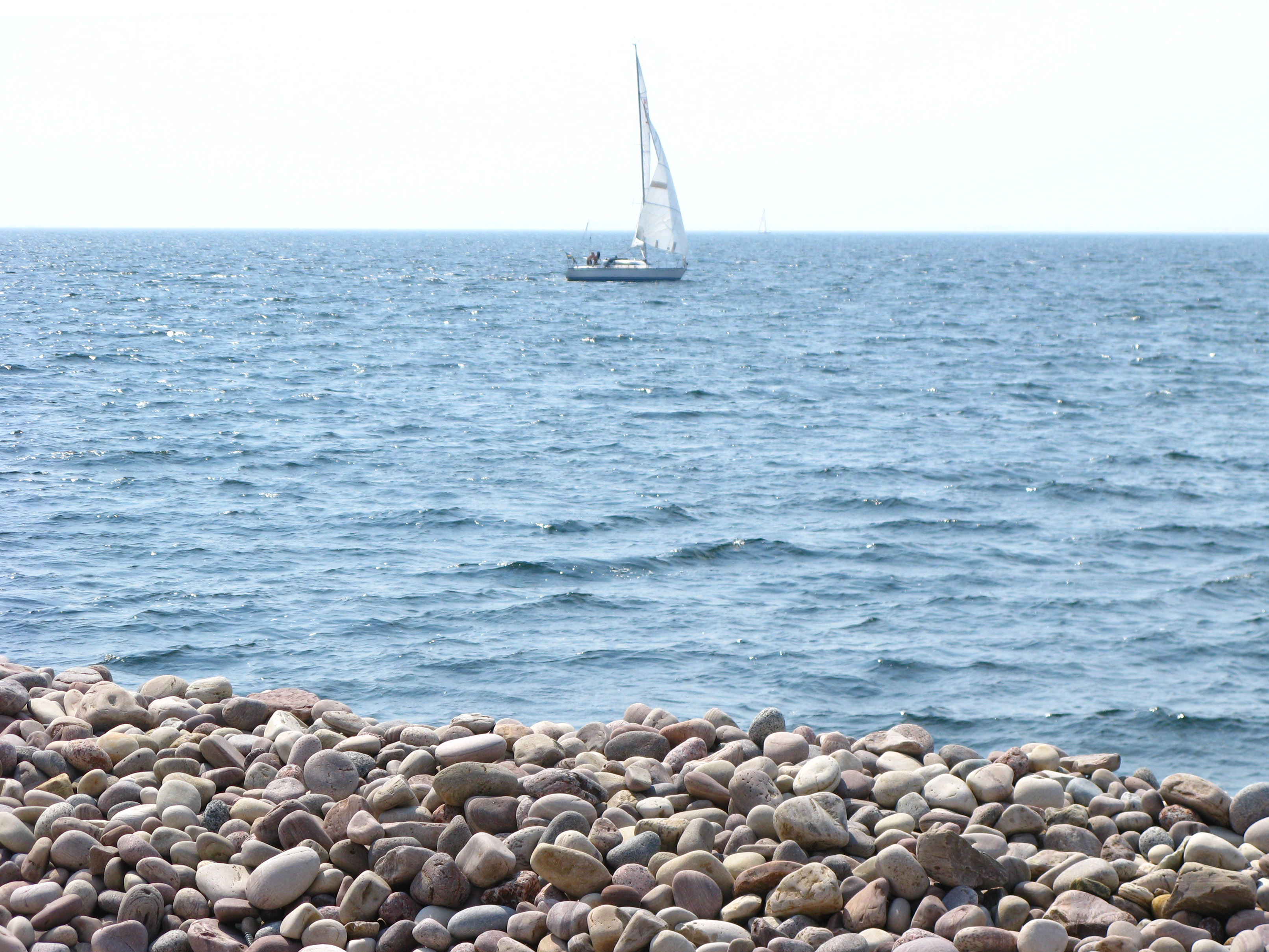
Vy från öns sydvästra stränder.
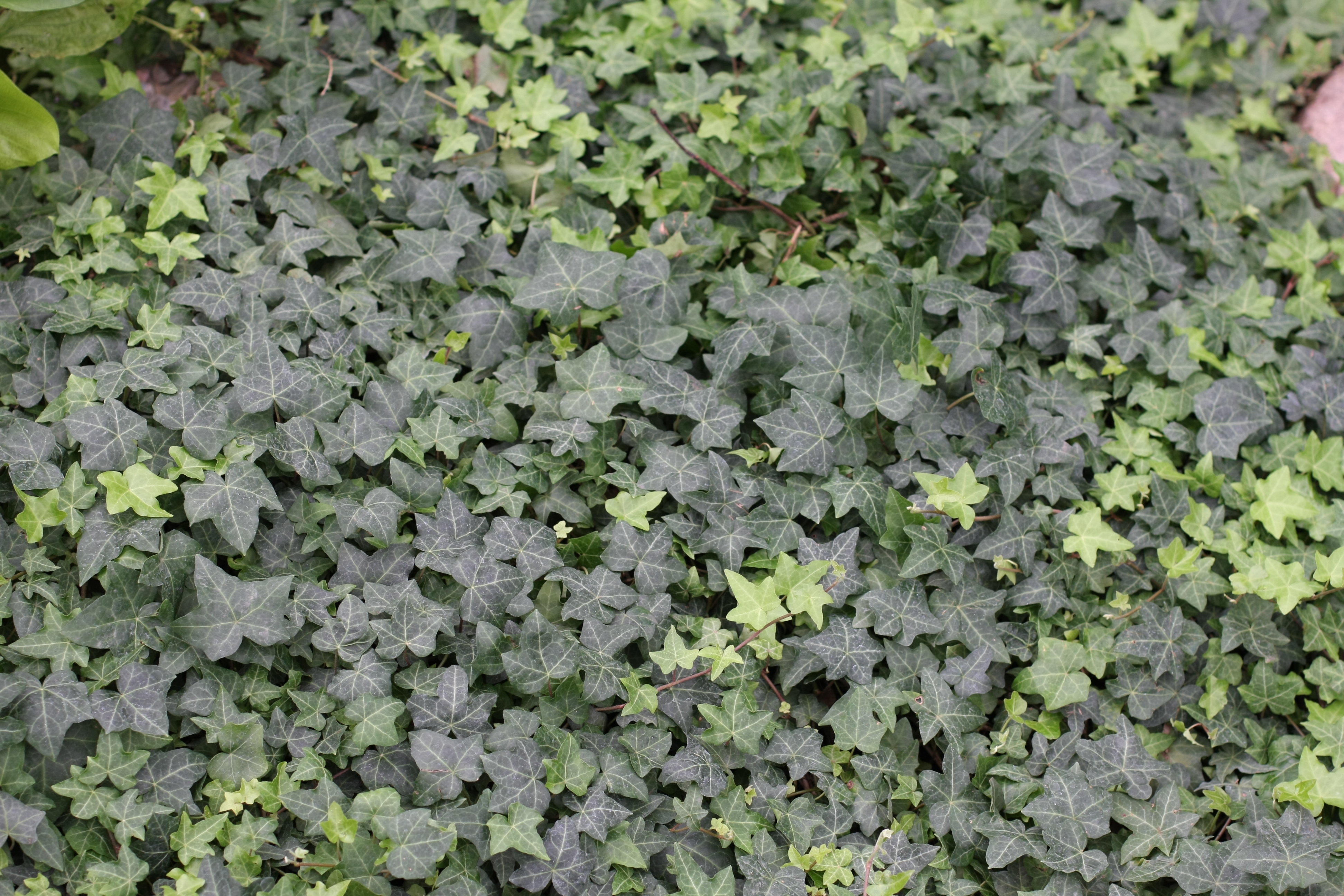
Murgröna växter på ön.
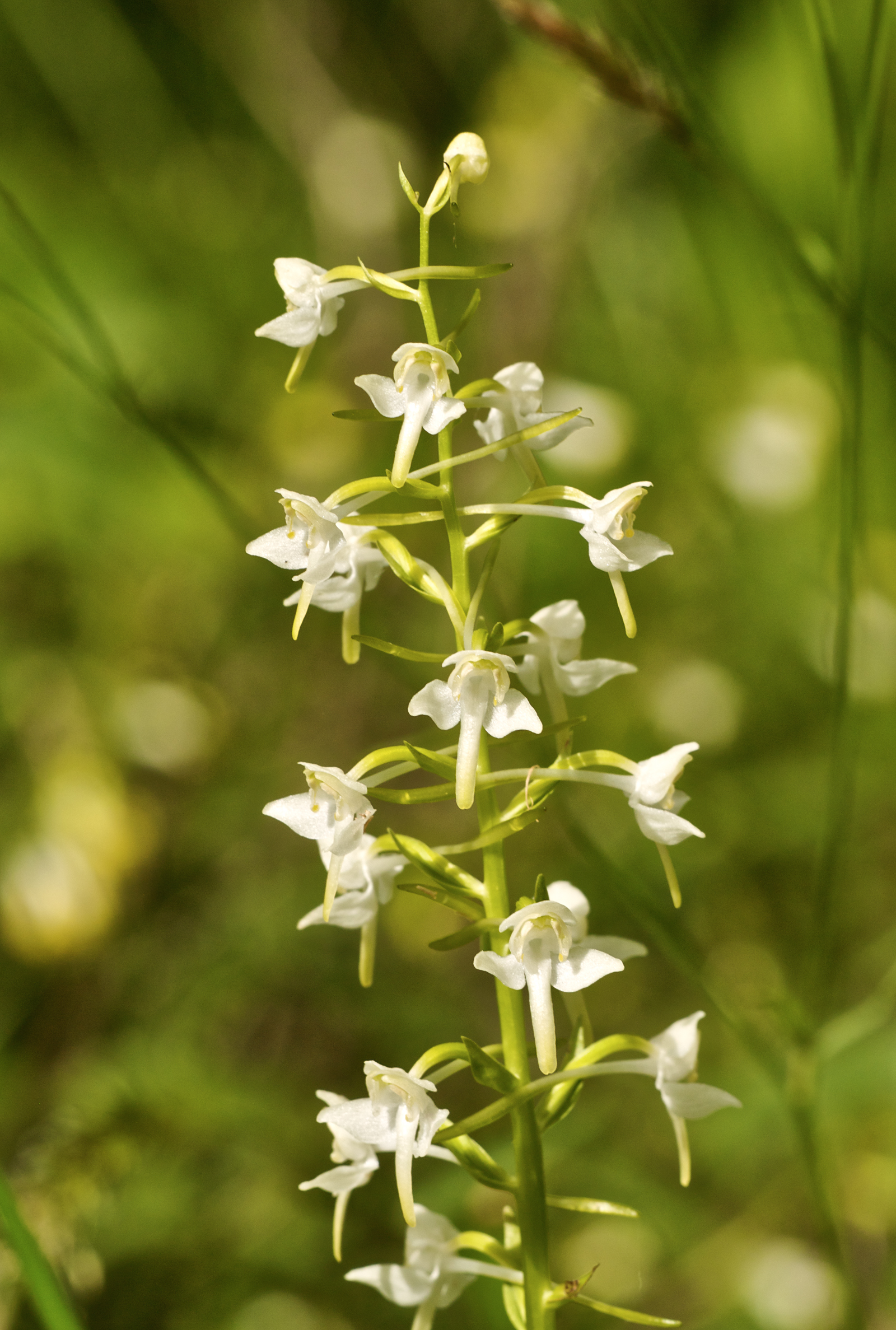
Nattviol.
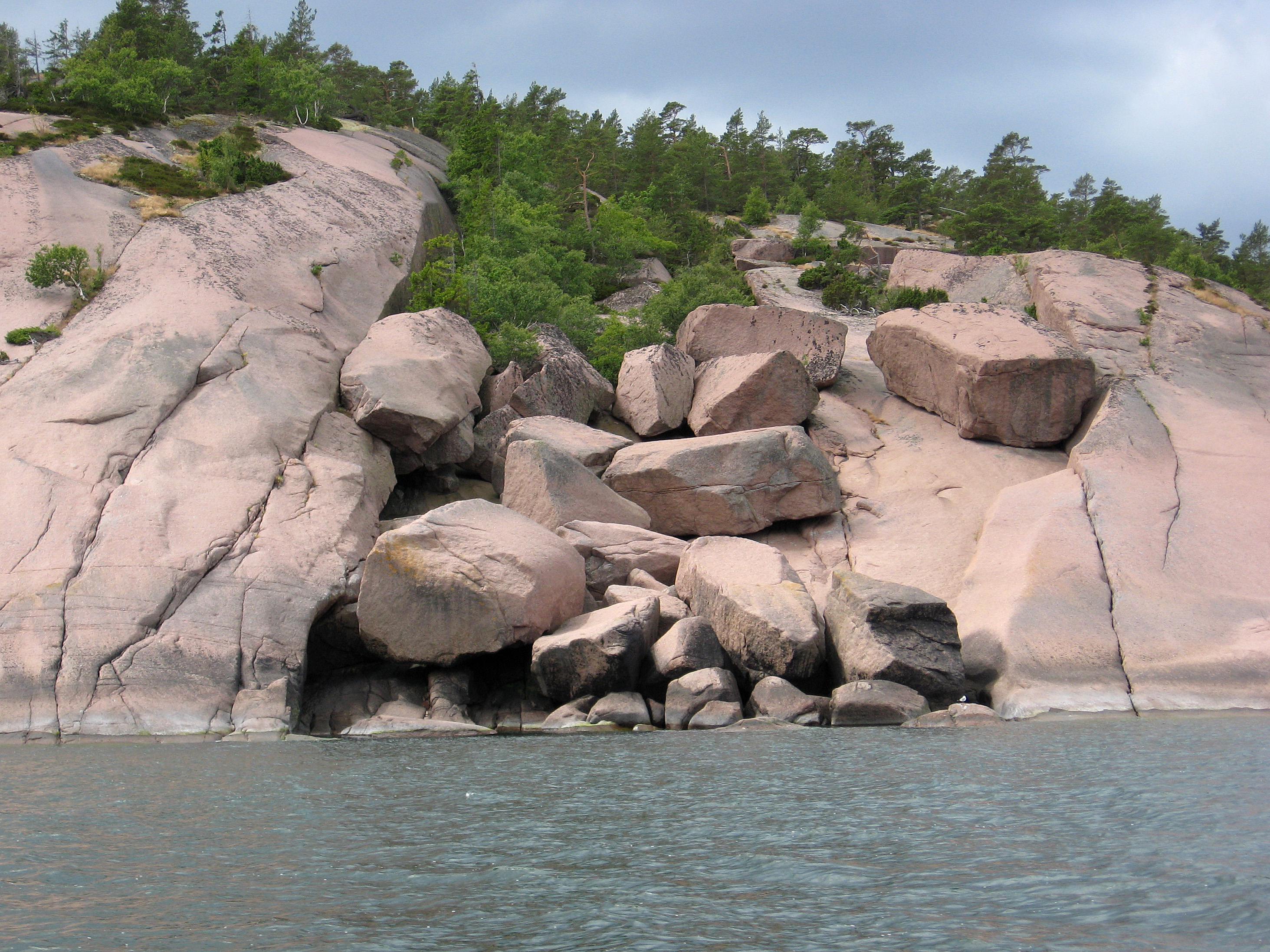
Klippblock uppbrutna av inlandsisen på öns nordöstra sida.

## Klimat
Öns läge långt ute i Kalmarsund ger Blå Jungfrun ett utpräglat maritimt klimat  med låg nederbörd  och många soltimmar. Ön har vid flera tillfällen råkat ut för torka sommartid. Under den extremt torra sommaren 1969 dog en ansenlig mängd träd och buskar som växte på öns hällmarker.

## Fornlämningar

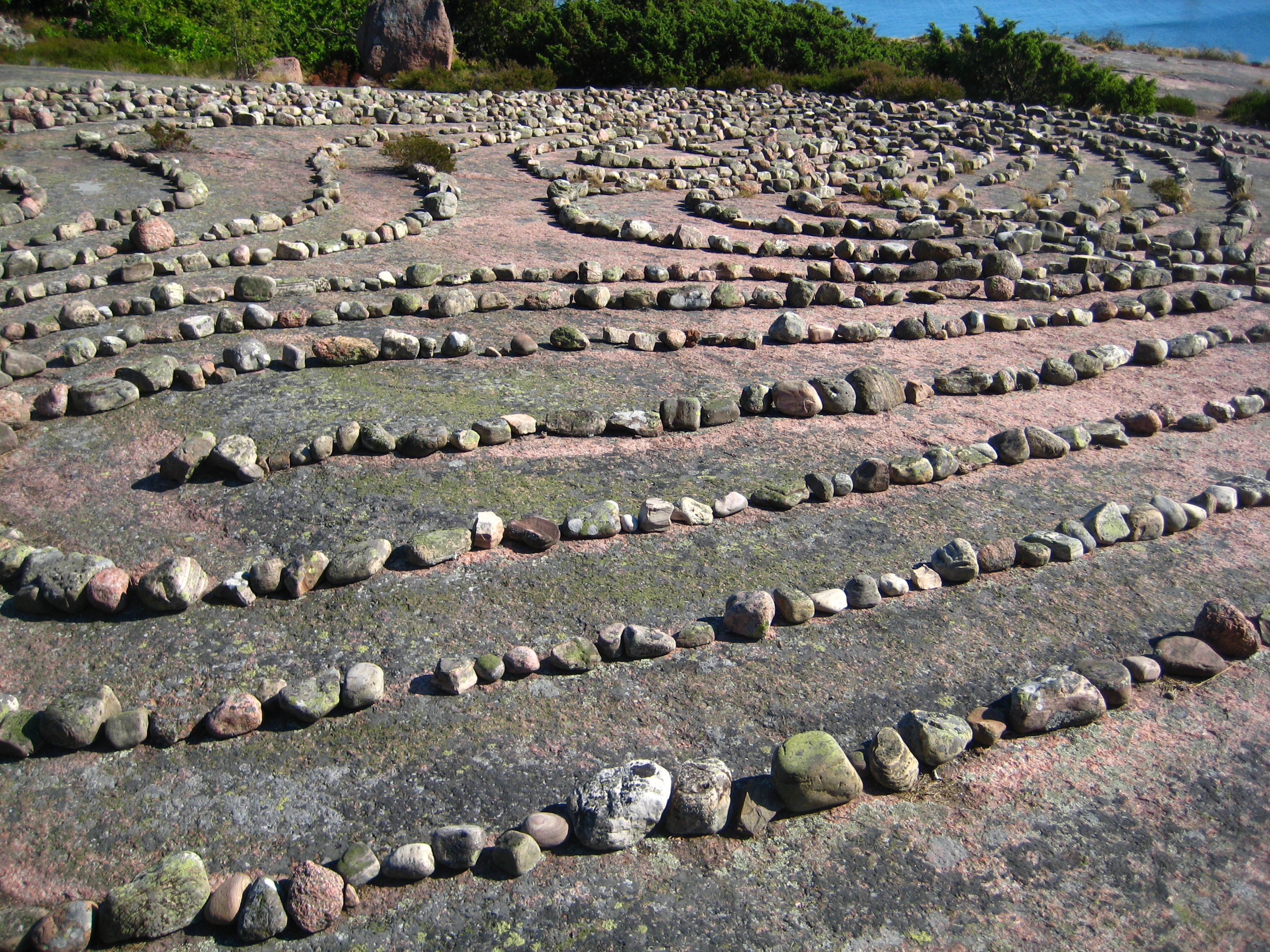
Labyrinten.

Ön flankeras av allehanda skepps- och båtvrak, varav en del är så stora att de markerats hos FMIS. Bland annat kan man på botten tämligen djupt ner se resterna av lasten från ett skepp, som sönderslogs då den strandade vid ön år 1769, och vars last av såpa, pressad rulltobak och Cardutobak, bokspån och Klippingshandskar från Skåne ännu ligger kvar utspridda, dock utan antikvariskt intresse. Även några minsprängda större skepp rostar sönder utanför ön.
Kändast av alla fornlämningar är dock utan tvekan labyrinten. Den är gjord av gråstenar, 5–25 centimeter stora och placerade i en arton meter bred spiral, 0,1 meter hög lagd i tretton varv. Stenarna är enkla avrundade graniter eller sandstenar, och olagliga att ta. Överhuvudtaget sägs det ge otur och till och med vara smått olagligt att ta stenar från ön. Hur gammal den mytomspunna spiralen är eller vem som gjort den vet man inte, men den kommer troligen från tiden innan år 1700. Den är placerad på en sydsydvästligt svagt sluttande bergsmark.
En boplats från stenåldern återfinns dessutom på ön. Boplatsen är av vanlig stenålderstyp för Misterhult socken men ändå ganska underlig, placerad under ett klippöverhäng som öppnar sig åt söder, utan naturliga avgränsningar Fynd har noterats på en radie av åtta gånger sex meter stor vegetationsfri yta under samt smått framför klippöverhänget, omedelbart i anslutning till vandringsleden. Slagna stenarter har anträffats, och kan ännu anträffas, i form av kvarts, kvartsit, kristianstadflinta, sydskandinavisk flinta och hälleflinta.

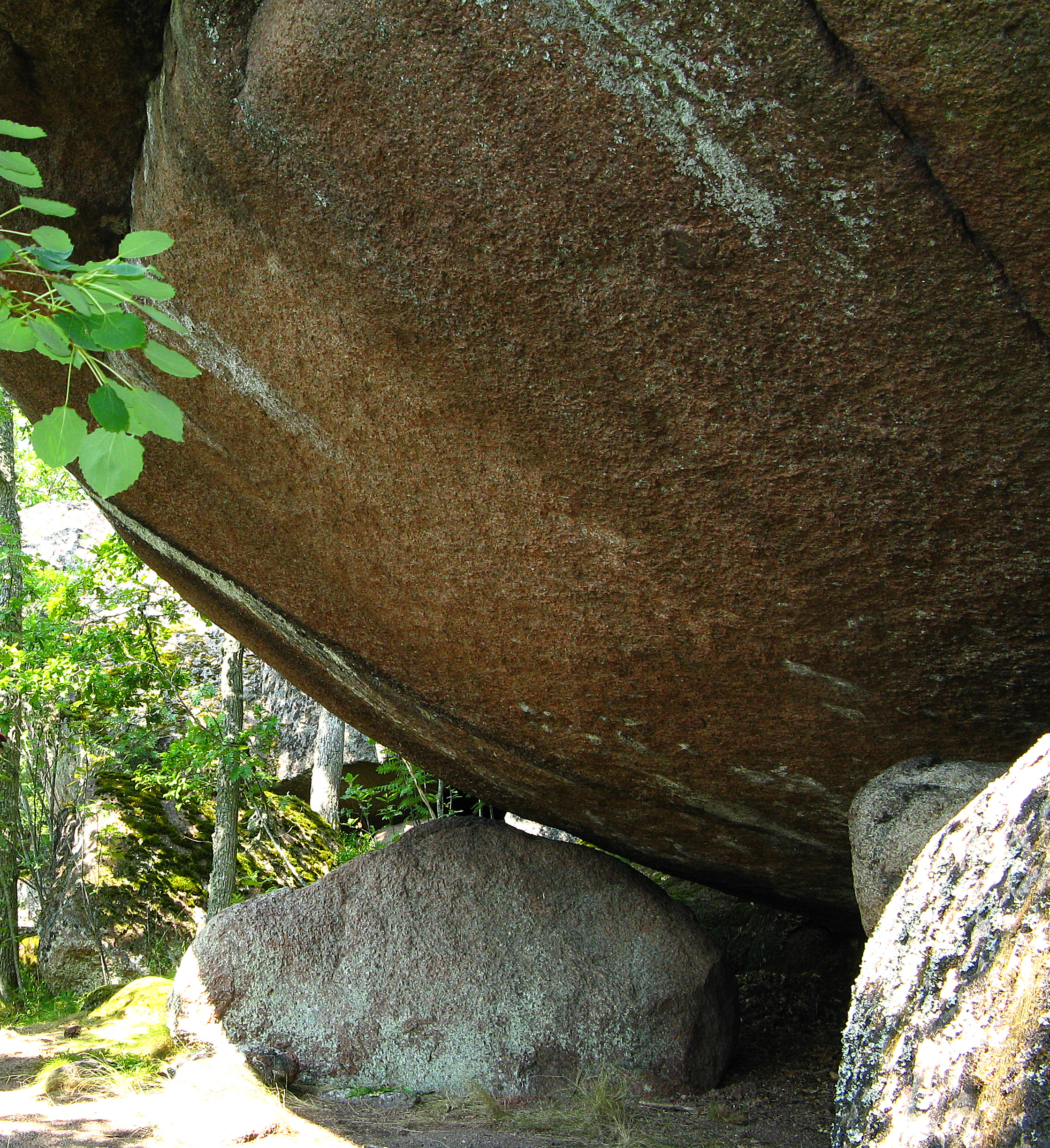
Klippöverhäng i Sydskogen.

I maj 2014 genomförde Kalmar läns museum i samarbete med Linnéuniversitetet förnyade arkeologiska undersökningar på ön. Man fann då kulturlager från stenåldersbosättningar i Övre Sydskogen och i ett markområde under ett större klippöverhäng. Fynden bestod av slaget sten- och kvartsmaterial, djurben (främst sälben) samt träkol som C-daterades till omkring 7 000 f.Kr. Man fann även en mindre mängd keramiskt material. Kulturlagrens tjocklek tydde på omfattande och långvarig mänsklig aktivitet.
I Jungfrukammaren konstaterades en 0,6 gånger 0,8 meter stor oval fördjupning i den lodräta bergväggen. Nedanför denna fanns spår efter eldning. I Kyrkan fann man tecken på rituella aktiviteter i form av en mortelskål och en knacksten.

## Att besöka Blå Jungfrun
| Under 70-talet förbättrades vandringslederna och dess markeringar. |  | Under 70-talet förbättrades vandringslederna och dess markeringar. |
| Under 70-talet förbättrades vandringslederna och dess markeringar. |  |                                                                    |

Redan under slutet av 1800-talet började man anordna enstaka lustturer till Blå Jungfrun. Enligt besöksböcker uppgick antalet besökare till omkring 200-800 årligen under de första 20 åren efter nationalparkens bildande 1926. Först under 50-talet började båtar gå mer regelbundet till ön. Antalet ökade under 1970- och 80-talen till uppemot 10 000 besökare per år som mest.
Numera arrangeras sommartid dagsturer till ön från Oskarshamn och Byxelkrok. Överfartstiden är cirka 1,5 timmar från Oskarshamn respektive drygt en timma från Byxelkrok. Under högsäsong sker dagliga avgångar från Oskarshamn. Passagerarna får tillbringa cirka 3,5 timmar på Blå Jungfrun innan det är dags för återfärd.  Guider från länsstyrelsen är bosatta på Blå Jungfrun under sommaren. Dessa ger information till besökarna vid dess ankomst. Det finns ingen försäljning av vatten eller mat på ön. Besökarna uppmanas därför att ta med sådant själva. De enda anlagda faciliteterna är informationstavlor, den utprickade vandringsleden, en vaktstuga, samt ett antal torrdass. Vandringsleden är cirka 3,3 kilometer lång och löper genom stundtals kraftigt kuperad terräng. Det är även möjligt att besöka Blå Jungfrun med egen båt. Ön har ett relativt utsatt läge mitt i Kalmarsund. Dess elliptiska form erbjuder inga markant skyddande vikar eller glon. Det finns skyltar som uppmärksammar på det svall som uppstår då Gotlandsfärjan passerar.

## Historiska besök

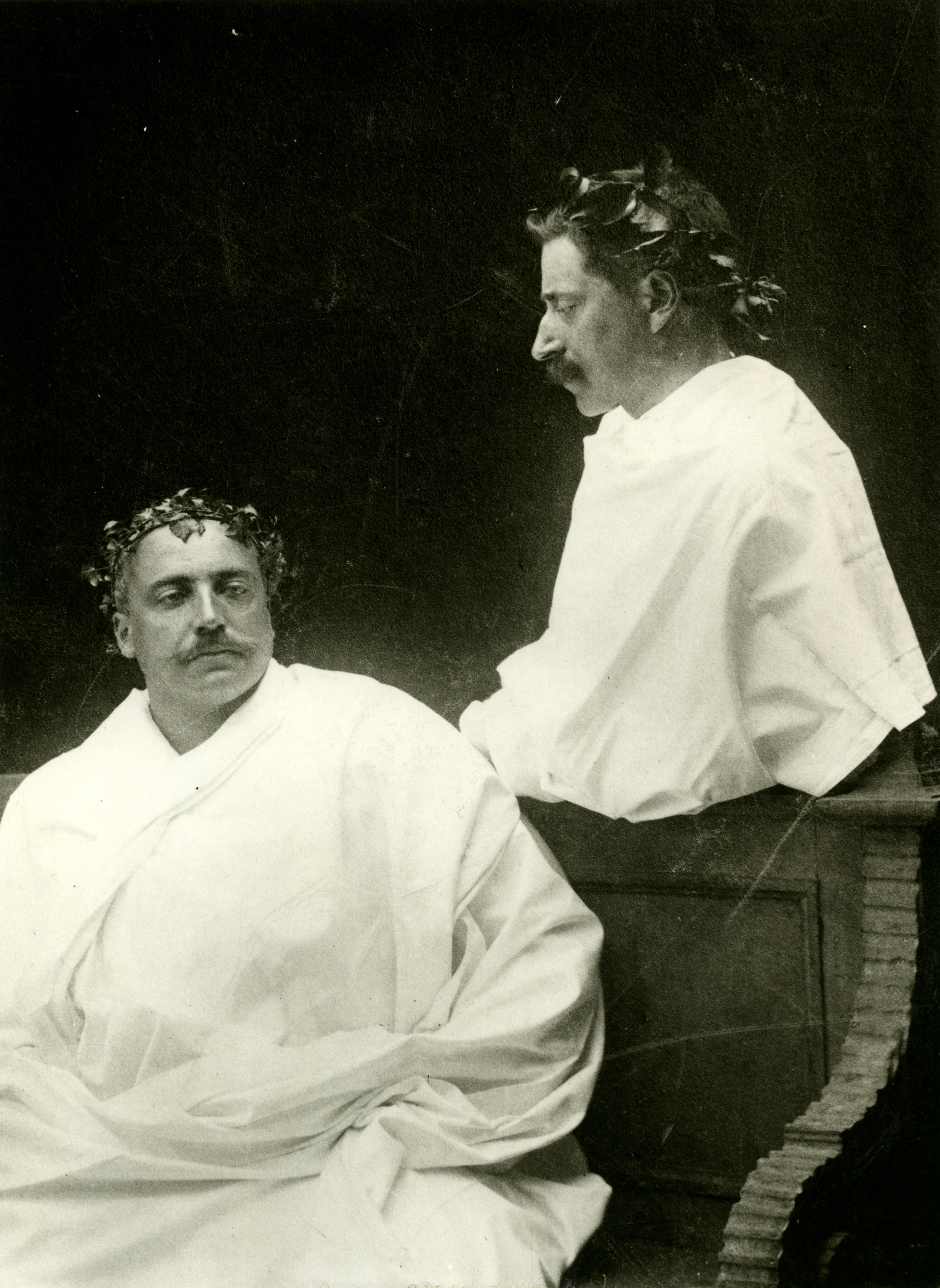
Heidenstam och Fröding lät sig fotograferas i togor och lagerkransar efter bröllopet.

### Carl von Linné
Carl von Linné besökte ön under sin Öländska och Gotländska resa år 1741. Nedan är ett utdrag ur hans reseskildring:
| ”                                                               | "Blåkulla är en liten ö, emellan Ölands norra udde och Småland belägen, den Kiäringar och sagor dedicerat åt Pluto, men ei Neptuno, fast än den senare tycktes taga henne mer i protection ifrån Öknamn; de säga allment, at alla Trollpackor hit skola resa (sannerligen en rätt beswärlig resa) hwar Skiärtorsdag; men den som en gång warit här på orten, lärer aldrig mer resa hit, och nog finna orsaken til fabeln: Ty om någon ort i werlden ser hiskelig ut, är wisserligen denna en af de grymmaste, derföre man ock henne kort beskrifwer." | „ |
| – Carl von Linné, Linnés Öländska och Gothländska Resa Åhr 1741 | |   |

### Verner von Heidenstams bröllop
Författaren och poeten Verner von Heidenstam höll sitt bröllop med Olga Wiberg på ön den 28 juli 1896. Detta blev hans andra äktenskap då han tidigare varit gift med Emilia Uggla.  Inbjudna till festen på Blå Jungfruns klippor var dåtidens kulturelit; bland annat Gustaf Fröding, Albert Engström, Birger Mörner, J.A.G. Acke och Gustaf Ankarcrona. Vigseln var tänkt att ske i den bergsal som kallas Kyrkan, men kom istället att ske på klipporna vid Lervik på öns norra del.

## Stenbrytningen
År 1904 utarrenderade den dåvarande ägaren Anton Mauritz Hammarskjöld på Virbo säteri rätt till stenbrytning på Blå Jungfrun. A.K. Fernströms Granitindustrier påbörjade brytning på de södra delarna av ön samma år. Jungfrugraniten,  som är en i Sverige unikt förekommande rapakivigranit, gick på export som dekorationssten bland annat till Tyskland. Verksamheten ledde till omfattande skador på naturen då bl.a. ett antal av öns mest storslagna jättegrytor sprängdes bort. Förstörelsen uppmärksammades på flera håll. År 1914 föreslog riksdagsmannen Karl Starbäck i en motion till andra kammaren att staten skulle förvärva ön och fridlysa den som nationalpark. Efter utredning avslogs dock motionen.

## Nationalparkens bildande
Kampen för öns beskyddande gick vidare och genom bland andra landshövdingen i Kalmar län John Falk och direktören för Oskarhamns-Tidningen John Linder (1882–1925), också sekreterare i den lokala hembygdsföreningen. Dessa förmådde Torsten Kreuger att friköpa ön 1925 för 35 000 kr, varav 5 000 kr för själva ön, 10 000 kr för ägarens, Anton Mauritz Nordenskjölds på Virbo säteri, uteblivna arrende samt 20 000 kr till A.K. Fernströms Granitindustrier för att de lade ned sin nu kraftigt utvidgade verksamhet. Ön skänktes därefter till staten som förklarade den som nationalpark den 5 februari 1926. Blå Jungfrun blev därmed Sveriges tolfte nationalpark i ordningen. I den gällande nationalparksförordningens 1 § anges att syftet med Blå Jungfruns nationalpark är; "att bevara ön i dess naturliga tillstånd."

## Se även

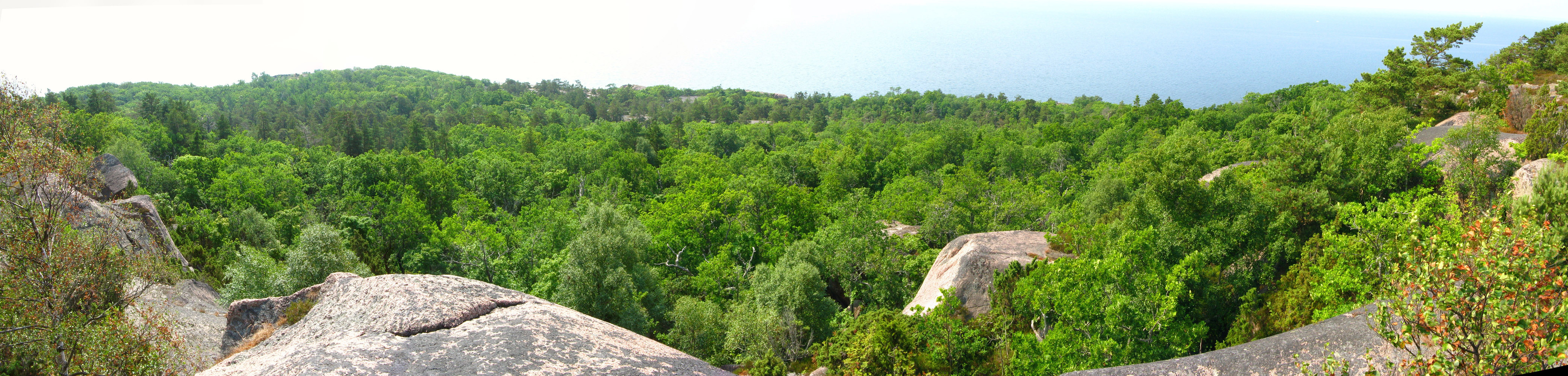
Utsikt över Sydskogen från öns topp.